# Lucas Auger
Lucas Auger (geboren 1685 in Paris und gestorben am 10. Juli 1765), war ein französischer Maler, auch bekannt unter dem Spitznamen „Maétre des Carrosses“ (Meister der Kutschen), was sich auf seine Arbeit bei der Verzierung von bemalten Tafeln an den Wagen bezieht.

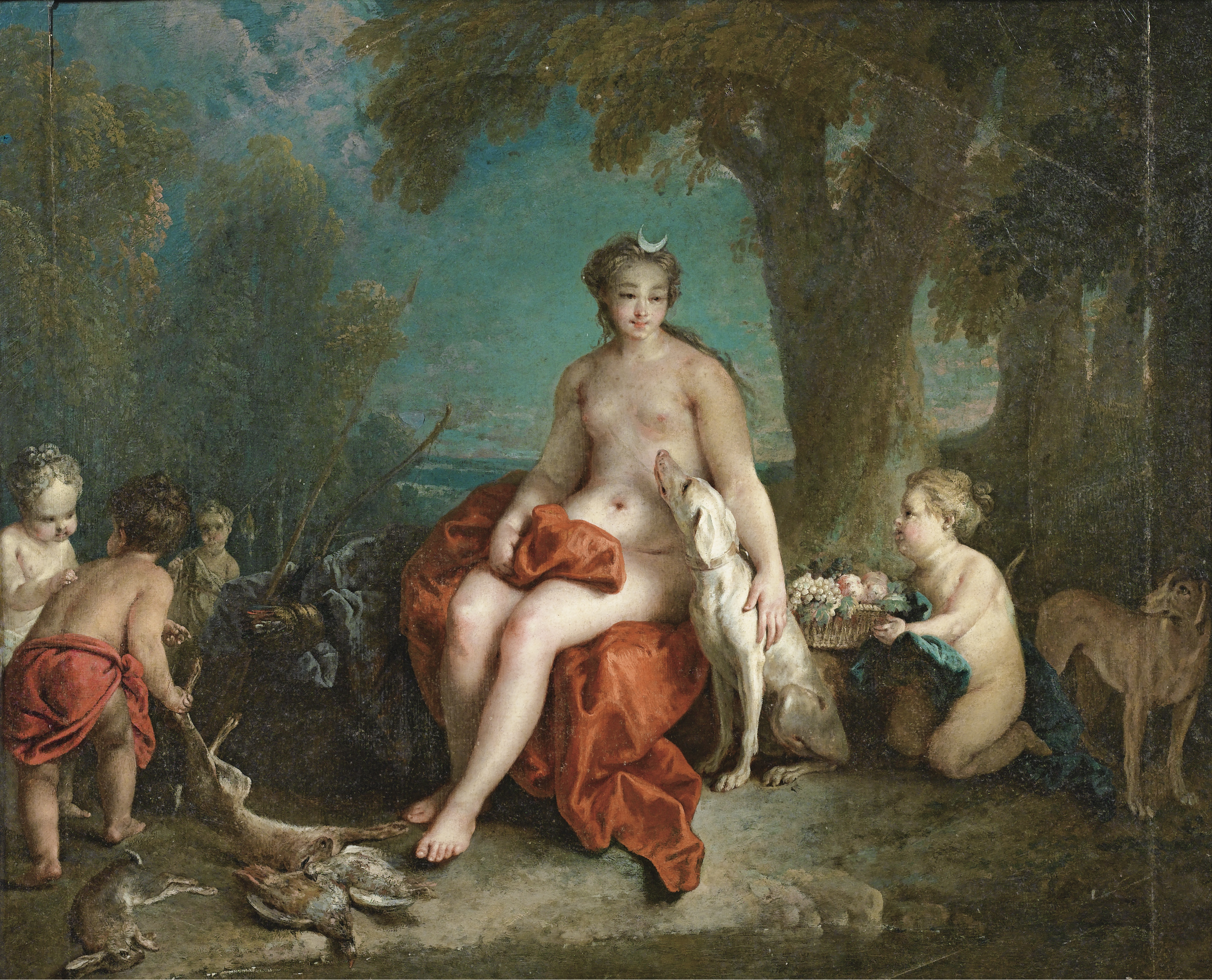
Die Ruhepause der Diana

## Leben
Er heiratete vor 1736 in erster Ehe Suzanne Lemoyne/Lemoine.
Er heiratet 1750 in zweiter Ehe Marie Louise Regnard.
Als Enkel des Porträtmalers Robert Levrac-Tournières erhielt er 1705 den ersten Preis für Malerei für sein Werk Judith, von Soldaten in das Zelt des Holofernes gebracht. 1724 wurde er in die Königliche Akademie für Malerei und Bildhauerei aufgenommen.
Für den Jesuiten Jean-Baptiste Du Halde stach er für dessen Werk Description de la Chine et de la Tartarie chinoise verschiedene Bilder wie 
- Ansichten der Städte der Provinz Chensi / Singan-Fou / Tchouang-Lan / Lan-Tcheou / Can-Tcheou / King-Tcheou / Cou-Yuen-Tcheou (Band 1 Seite 260)
- Plan von Ti-Tang (Band 3 Seite 51)
- Das Observatorium zu Peking (Band 3 Seite 288).

## Notiz
1. ↑  Das Ehepaar ist Zeuge beim Ehevertrag von Jean-Marc Ladey und Marie-Jeanne Le Flamant (Französisches Nationalarchiv, MC/ET/XCI/754, 9. April 1736, Ehevertrag zwischen Jean-Marc Ladey, Maler des Königs in der Manufaktur von Gobelins, und Marie-Jeanne Le Flamant)..
2. ↑  Französisches Nationalarchiv, MC/ET/XCV/204, 25. Mai 1750, Ehevertrag zwischen Auger Lucas, Maler der Königlichen Akademie, wohnhaft in der Grande Rue du Faubourg Saint-Denis, Witwer ohne Kinder von Suzanne Lemoyne, und Marie-Louise Regnard, Tochter von Nicolas Regnard, Angestellter in den königlichen Landgütern, und der verstorbenen Louise Mahieu, seiner ersten Frau, wohnhaft in Paris, Rue Neuve Saint-Laurent.

| Personendaten    | Personendaten                      |
| ---------------- | ---------------------------------- |
| NAME             | Auger, Lucas                       |
| KURZBESCHREIBUNG | französischer Kupferstecher, Maler |
| GEBURTSDATUM     | 1685                               |
| GEBURTSORT       | Paris                              |
| STERBEDATUM      | 10. Juli 1765                      |